# Christine de Rivoyre
Christine de Rivoyre (* 29. November 1921 in Tarbes; † 3. Januar 2019) war eine französische Schriftstellerin und Journalistin.

## Werdegang
De Rivoyre studierte an der Sorbonne Anglistik und Amerikanistik und an der Syracuse University und arbeitete als Journalistin unter anderem für Le Monde und war bis 1966 Literaturredakteurin von Marie Claire. Danach widmete sie sich vor allem der Schriftstellerei. Sie wohnte in Paris und Onesse-Laharie.
1955 erschien ihr erster Roman, L’Alouette au miroir, der den Prix des Quatre Jurys erhielt. Drei ihrer Romane wurden verfilmt (La Mandarine von 1957, verfilmt 1971 von Édouard Molinaro mit Annie Girardot und Philippe Noiret, Les Sultans von 1964, verfilmt 1966 von Jean Delannoy mit Gina Lollobrigida, Le Petit matin von 1968, verfilmt 1971 von Jean-Gabriel Albicocco, mit Mathieu Carrière und Catherine Jourdan). Ihr Roman Le petit matin erhielt den Prix Interallié und behandelt eine Liebesgeschichte während der deutschen Besatzung zwischen einem deutschen Offizier und einer Französin in den Landes. Viele ihrer Werke spielen in den Landes und sie setzte sich dort für Naturschutz ein.
Sie war Offizier der Ehrenlegion und Kommandeur des Ordre des Arts et des Lettres.
Sie erhielt mehrere Preise der Académie francaise: 1956 den Prix Max Barthou (für ihren ersten Roman), 1979 den Prix Pierre de Régnier für ihr Gesamtwerk und 1984 den Grand Prix de Littérature Paul Morand. 1982 erhielt sie den Prix Prince-Pierre-de-Monaco.
Sie war in der Jury des Prix Médicis.
Christine de Rivoyre starb Anfang Januar 2019 im Alter von 97 Jahren.

## Romane
- L’Alouette au miroir. Plon, Paris 1955
- La Mandarine. Plon, Paris 1957
- La Tête en fleurs. Plon, Paris 1960
- La Glace à l’ananas. Plon, Paris 1962
- Les Sultans. Grasset, Paris 1964
- Le Petit Matin. Grasset, Paris 1968, 2008
- mit Alexandre Kalda: Le Seigneur des chevaux. Julliard, Paris 1969
- Fleur d’agonie. Grasset, Paris 1970 (dt. Titel: Schwarze Blume Liebe. Auf der Suche nach dem Glück. Deutsch von Karin von Zabiensky. Deutsche Verlags-Anstalt, 1972)
- Boy. Grasset, Paris 1973, 2003 (dt. Titel: Boy. Deutsch von Klara Obermüller, Aufbau Verlag, Berlin u. Weimar 1977)
- Le Voyage à l’envers. Grasset, Paris 1977; Hachette, Paris, 1977 (dt. Titel: Reise nach rückwärts. Deutsch von Lothar von Versen. Ullstein, Frankfurt/M. etc. 1978)
- Belle Alliance. Grasset, Paris 1982
- Reine-mère. Grasset, Paris 1985
- Crépuscule, taille unique. Grasset, Paris 1989
- Racontez-moi les flamboyants. Grasset, Paris 1995
- Archaka. Grasset, Paris 2007

### Dt. Übersetzungen (Originaltitel unklar)
- Das starke Geschlecht. Deutsch von Friedrich H. Stratmann. Rowohlt 1969
- Geblendete Lerche. Deutsch von Susa Ackermann. Kossodo, Frankfurt/M. 1957
- Liebe klein und groß geschrieben. Mit 64 Zeichnungen von Hans Georg Lenzen. Deutsch von Ursula Schottelius. Hoffmann u. Campe, Hamburg 1958